# Diego Paolini
Diego Paolini, est un kayakiste italien pratiquant le slalom.

## Palmarès

### Championnats du monde de canoë-kayak slalom
- 2006 à Prague,  République tchèque
  -  Médaille d'argent en relais 3xK1
- 2010 à Tacen,  Slovénie
  -  Médaille de bronze en relais 3xK1

### Championnats d'Europe de canoë-kayak slalom
- 2008 à Cracovie,  Pologne
  -  Médaille d'argent en relais 3xK1